# كازوكي كيتامورا
كازوكي كيتامورا (باليابانية: 北村一輝) هو ممثل ياباني، ولد في 17 يوليو 1969 بأوساكا في اليابان.

## أعمال

### أفلام
- (2003) اقتل بيل الجزء 1[5]

## وصلات خارجية
- كازوكي كيتامورا على موقع IMDb (الإنجليزية)
- كازوكي كيتامورا على موقع ألو سيني (الفرنسية)
- كازوكي كيتامورا على موقع أول موفي (الإنجليزية)
- كازوكي كيتامورا على موقع قاعدة بيانات الفيلم (الإنجليزية)
- كازوكي كيتامورا على موقع كينوبويسك (الروسية)